# Swami

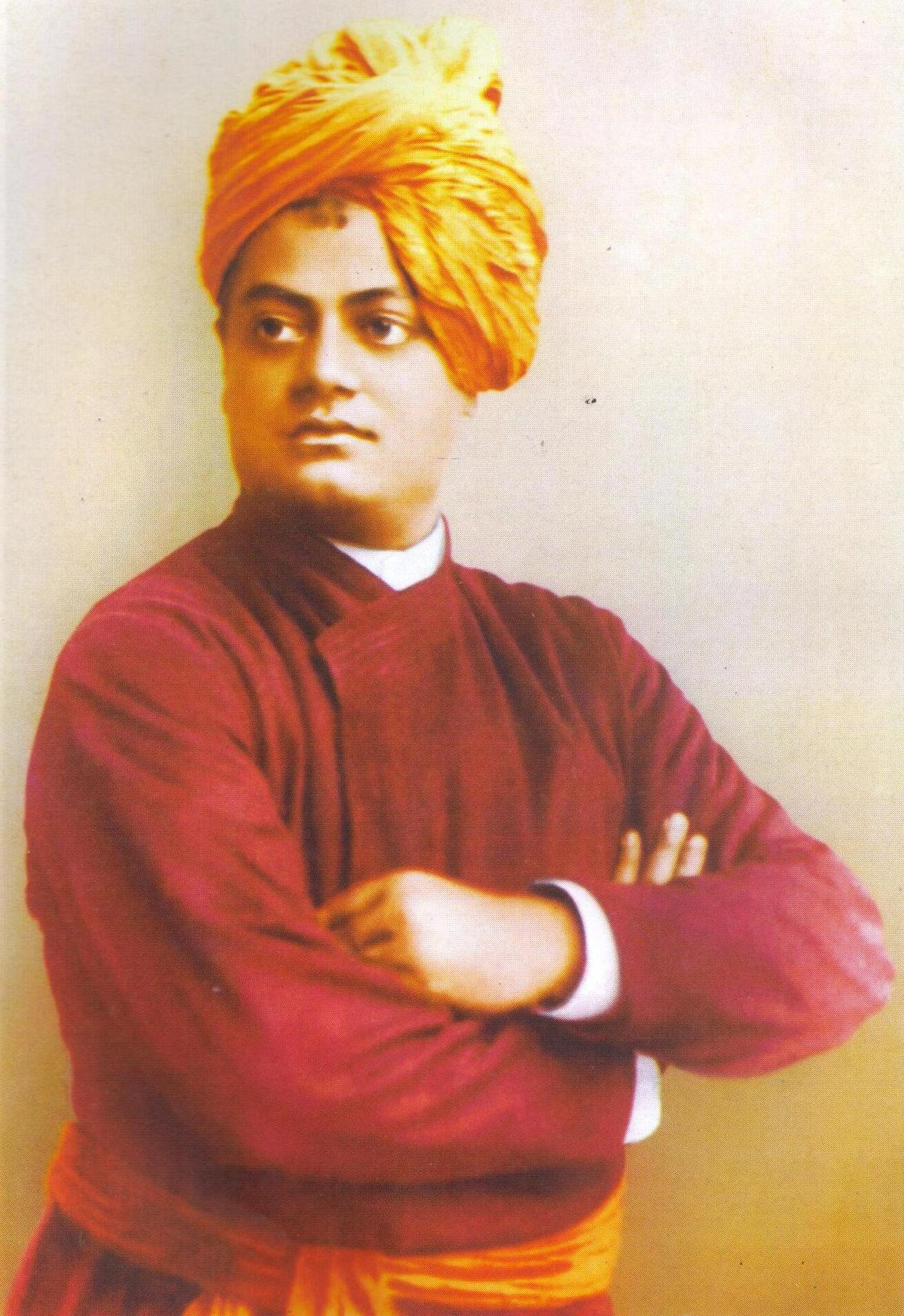
Swami Vivekananda (1863-1902) é um exemplo de pessoa que recebia usualmente o título de "swami"

Swami (Sw.) (sânscrito: स्वामी, Svāmi, IPA: [sʋáːmi]) é um título honorífico hindu atribuído tanto a homens quanto a mulheres. O termo provém do sânscrito e significa: "aquele que sabe e domina a si mesmo" ou "livre dos sentidos". O título indica o conhecimento e domínio do Ioga e devoção aos deuses e ao mestre espiritual.